# Chilly and Fly
Chilly and Fly est un couple d'acrobates aériens québécois, composé d'Alexandre Lane et Émilie Fournier.

## Distinctions
- 2012 : le duo remporte le Pierrot d’or pour leur numéro de cadre russe à l’International Circus Festival de Budapest (février 2012)[1]
- 2013 : le duo remporte l'émission The Best : Le Meilleur Artiste (cadre russe) et remporte donc 100 000 €.
- 2014 : le duo parvient jusqu'à la finale[Combien ?] de l'émission italienne Tú sí que vales (it).
- 2015 : le duo participe à la 10e saison de La France a un incroyable talent ; il bénéficie du « Golden Buzzer » d'Hélène Ségara[2] et accède donc directement en demi-finale, puis atteint la finale.